# Cyrtodactylus mansarulus
Cyrtodactylus mansarulus este o specie de șopârle din genul Cyrtodactylus, familia Gekkonidae, ordinul Squamata, descrisă de Oswald Duda și Sahi 1978. Conform Catalogue of Life specia Cyrtodactylus mansarulus nu are subspecii cunoscute.